# Burmoniscus mossambicus
Burmoniscus mossambicus är en kräftdjursart som först beskrevs av Franco Ferrara och Stefano Taiti 1985.  Burmoniscus mossambicus ingår i släktet Burmoniscus och familjen Philosciidae. Inga underarter finns listade i Catalogue of Life.